# Dimefeptanol
El dimefeptanol (metadol y racemetadol) es un analgésico opioide sintético de la serie de fenilpiperidina relacionado con la metadona. Es un agonista de los receptores opioides, que es activo como analgésico narcótico. Se maneja como clorhidrato de dimefeptanol. También se le conoce con la marca registrada pangerin®.

## Química
Por la presencia de dos átomos de carbono asimétricos, son posibles seis isómeros, como puede verse en el diagrama siguiente:
{\displaystyle {\begin{array}{c}{\text{Dimefeptanol}}\\{\text{(Metadol)}}\end{array}}{\begin{cases}{\text{Alfametadol}}&\left\{{\begin{array}{r}d{\text{-alfametadol}}\\dl{\text{-alfametadol}}\\l{\text{-alfametadol}}\end{array}}\right.\\{\text{Betametadol}}&\left\{{\begin{array}{r}d{\text{-betametadol}}\\dl{\text{-betametadol}}\\l{\text{-betametadol}}\end{array}}\right.\end{cases}}}

## Farmacología
El dimefeptanol tiene efectos similares a otros opioides, incluyendo la analgesia, la sedación y la euforia, así como los efectos secundarios como picazón, náuseas y depresión respiratoria. Es una mezcla de dos isómeros, el alfametadol (α-metadol) y el betametadol (β-metadol). Estos también están disponibles por separado. Cada uno de estos isómeros es en sí una mezcla de dos isómeros, por lo que hay, de hecho, cuatro isómeros de dimefeptanol en total: L-α-metadol, D-α-metadol, L-β-D-metadol y β-metadol. También se elabora en un número de estrechos análogos, derivados o diastereoisómeros con propiedades similares. Estos incluyen: 
- Acetilmetadol
- Alfametadol
- Alfacetilmetadol
- Levometadil
- Levacetilmetadol
- Betacetilmetadol

## Estado legal
El dimefeptanol tiene tres entradas separadas en muchas listas nacionales e internacionales de drogas ilegales, que se refieren a las mezclas racémicas del dimefeptanol y a los dos isómeros ópticos.

## Información adicional
La literatura científica se refiere al Levacetilmetadol (LAAM) a menudo como el acetato de metadil, abreviatura de levo-alfa-acetilmetadol. El "acetato de metadil", sin embargo, es también el nombre del compuesto en ocasiones llamado acetilmetadol y que se encuentra incluido en el grupo I de sustancias controladas de México. Además, cierta literatura científica utiliza el término acetilmetadol como sinónimo de LAAM. Incluso los números de registro CAS de estas sustancias se mezclan, y a veces los artículos científicos asignan el número CAS 509-74-0 al LAAM. Y para añadir aún más confusión, el LAAM y las sustancias también incluidas en el grupo I, acetilmetadol, alfacetilmetadol, y betacetilmetadol todos tienen la misma fórmula molecular (el Orlaam es similar al levacetilmetadol pero con la adición de clorhidrato). Las personas que utilicen los datos desde cualquier punto de partida para ahondar en las investigaciones sobre el LAAM deben considerar cuidadosamente otras fuentes de información para asegurarse de qué droga es la que se está discutiendo.